# 39
Năm 39 là một năm trong lịch Julius. 